# Elytrimitatrix hoegei
Elytrimitatrix hoegei är en skalbaggsart som först beskrevs av Bates 1885.  Elytrimitatrix hoegei ingår i släktet Elytrimitatrix och familjen långhorningar.
Artens utbredningsområde är:
- El Salvador.
- Nicaragua.

Inga underarter finns listade i Catalogue of Life.